# Consumerism

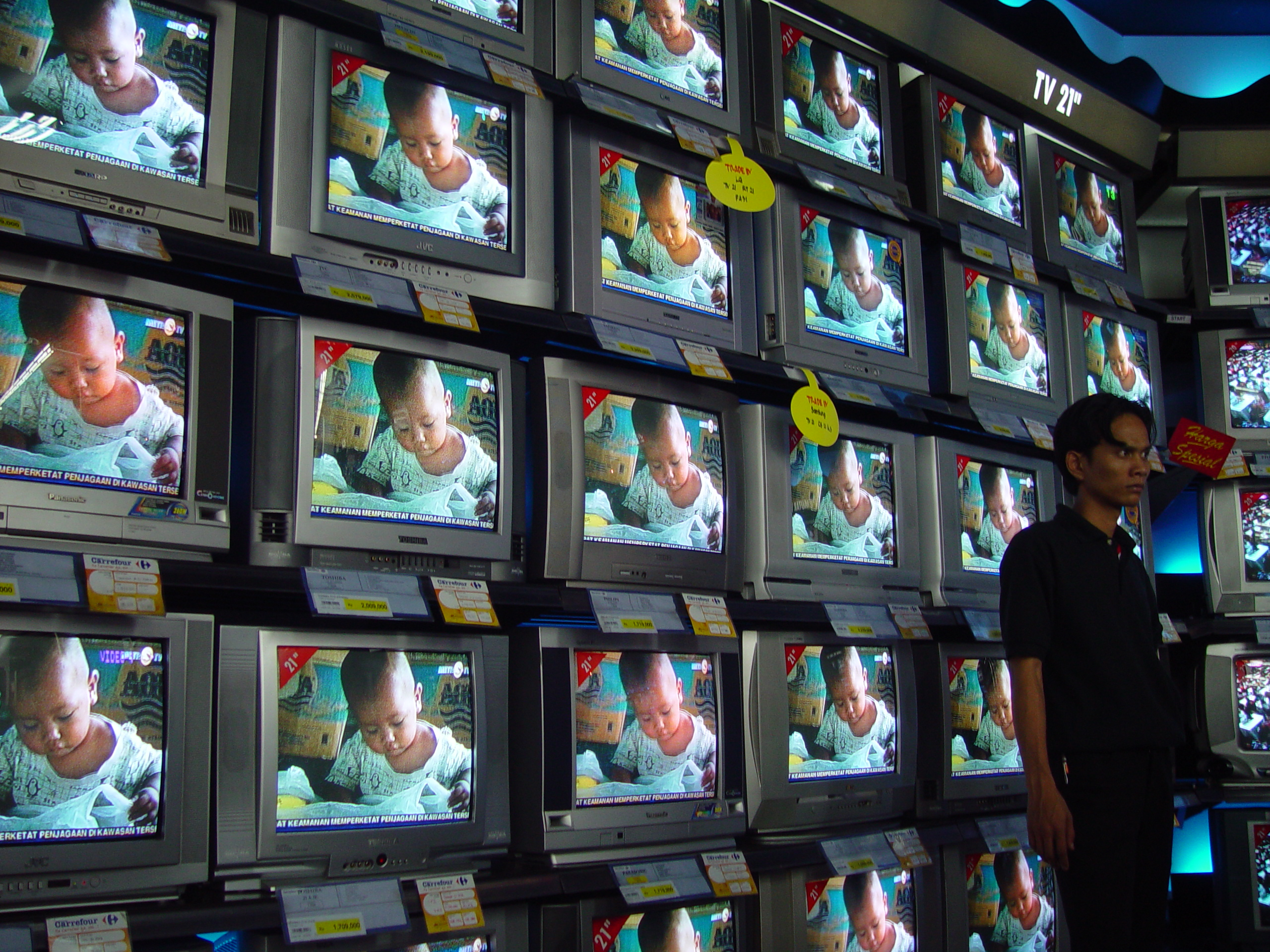
Magazin de electronice într-un centru comercial din Jakarta (2004)

Consumerismul este o ordine social-economică ce încurajează achiziția de bunuri și servicii în cantități din ce în ce mai mari. Odată cu revoluția industrială, mai exact în secolul XX, producția în masă a dus la o criză economică în urma căreia a apărut supraproducția – oferta de bunuri existentă a depășit cererea, iar astfel producătorii au apelat la uzura planificată și la campanii publicitare pentru a manipula cheltuielile consumatorului. În 1899, în cartea sa despre consumerism The Theory of the Leisure Class, Thorstein Veblen se axează pe valorile și instituțiile răspândite la scară largă odată cu dezvoltarea și extinderea conceptului de ”timp liber” în secolul XX. Autorul „consideră că activitățile și obiceiurile de consum ale membrilor acestei noi clase sociale a oamenilor care dispun de foarte mult timp liber sunt ostentative, discreționare și risipitoare. Acestea sunt motivate în principal de nevoia de a afișa un anumit statut social, nu de funcționalitatea sau utilitatea achizițiilor”. 
În domeniul economic, consumerismul se poate referi la politicile economice care pun accentul pe consum. Într-un sens abstract, conceptul accentuează ideea că libertatea de a alege a consumatorului ar trebui să influențeze într-o foarte mare măsură alegerile producătorilor în ce privește tipul de produse propuse și modul în care acestea sunt fabricate, orientând, astfel, organizarea economică a întregii societăți (a se compara cu ideologia numită în engleză „producerism”, în special în sensul britanic al cuvântului). În acest sens, în loc să se bazeze pe sloganul „un om, o voce”, consumerismul funcționează pe principiul „un dolar, o voce”, care poate reflecta sau nu contribuția pe care oamenii o aduc în societate.
„În lipsa unor narațiuni macropolitice și sociale alternative la fel de larg răspândite – cu excepția preocupării pentru schimbările climatice – încercarea de a duce o „viață bună” punând în practică principiile așa-numitului „consumerism” a devenit o forță socială globală dominantă, trecând peste deosebirile de religie, clasă, gen, etnie și naționalitate. Aceasta este corolarul ideologiei pieței globalizate și joacă un rol central în ceea ce Manfred Steger numește „imaginarul global”.
”

## Termen
Termenul de „consumerism” are multiple definiții. Uneori, aceste definiții nu au nicio legătură una cu cealaltă și se pot contrazice, creând confuzie. 
1. Unul dintre sensurile acestui termen are legătură cu eforturile de a susține interesele consumatorilor[6]. Până la începutul anilor 70, termenul a devenit acceptat în domeniu și a început să fie folosit cu următoarele accepțiuni[6]:  
  1. Consumerismul este ideologia conform căreia consumatorii trebuie să devină decidenți informați în cadrul pieței. În acest sens, consumerismul se referă la studiile și practicile care își propun să le ofere consumatorilor informații de încredere, precum rapoartele de testare a produselor.
  2. Consumerismul este ideologia conform căreia piața însăși este cea care asigură justiția socială prin intermediul unor practici economice echitabile. Politicile și legislația din domeniul protecției consumatorului obligă producătorii să fabrice produse de calitate.
  3. Consumerismul se referă la domeniul care vizează studierea, reglementarea sau interacțiunea consumatorilor cu piața[6]. Mișcarea consumatorilor este mișcarea socială care înglobează toate acțiunile și instituțiile din domeniul pieței care își arată grija față de consumator.
2. În timp ce definițiile de mai sus deveneau tot mai des folosite, unii specialiști au început să utilizeze termenul „consumerism” pentru a se referi la „niveluri mari de consum”[6]. Această definiție a devenit tot mai populară din anii 70 până în prezent, fiind folosită cu următoarele accepțiuni: 
  1. Consumerismul se referă la acumularea egoistă și superficială de produse cunoscută și sub numele de materialism economic. În acest sens, consumerismul capătă conotații negative, fiind în antiteză cu stilul de viață sănătos și traiul simplu promovate de anti-consumerism[6].
  2. Consumerismul este o forță din cadrul pieței care distruge individualitatea și afectează societatea[6]. În această accepțiune, termenul este corelat cu globalizarea și este contestat cu vehemență de promotorii mișcării „anti-globalizare”[7].

Într-un discurs din 1955, John Bugas (al doilea in ierarhia de conducere a companiei Ford Motor) a stabilit termenul de „consumerism” ca înlocuitor pentru „capitalism” pentru o mai bună descriere a economiei americane:
„Termenul de „consumerism” redă esențialul acestui concept, aducându-l în prim plan pe Domnul Consumator, adevăratul șef și beneficiar al sistemului american. De asemenea, ar închide gura criticilor noștri neprietenoși care au defăimat capitalismul cu atâta înverșunare. Într-un fel, nici nu mi-i pot imagina strigând „Jos consumatorii!””
Definiția lui Bugas este în acord cu viziunea fondatorului economiei austriece Carl Menger (în cartea sa Principiile economiei publicată în 1871) asupra autorității consumatorului, conform căreia preferințele, alegerile și evaluările consumatorului controlează în totalitate economia (un concept în directă opoziție cu percepția marxistă a economiei capitaliste ca fiind un sistem de exploatare).
Vance Packard a lucrat la schimbarea sensului termenului de „consumerism” dintr-un cuvânt cu conotație pozitivă despre activitățile consumatorilor, într-unul cu conotație negativă, însemnând materialism excesiv și risipă.
Reclamele pentru cartea sa, The Waste Makers, publicată în anul 1960, au folosit abundent cuvântul „consumerism” cu o conotație  negativă.

## Istorie

### Originile
Societatea de consum a apărut la sfârșitul secolului al XVII-lea și s-a intensificat în cursul secolului al XVIII-lea.În timp ce unii afirmă că schimbarea a fost inițiată de către ascensiunea clasei de mijloc, care a acceptat noi idei despre consumul de lux și importanța evoluției modei ca un factor decisiv ce stă în avantajul achiziționării, decât în cel al necesității, mulți[cuantificați] critici susțin că ideea de consumerism a fost o necesitate politică și economică pentru reproducerea concurenței capitaliste pentru piețe și profituri. Totodată, alții optează pentru creșterea puterii politice a organizațiilor internaționale a claselor muncitoare  în timpul unei creșteri rapide a productivității tehnologice și a scăderii deficitului necesar ca declanșator pentru dezvoltarea unei culturi a consumatorilor bazată pe divertisment terapeutic, proprietate și datorie.  Opinia "clasei de mijloc" consideră că această revoluție a adus cu sine și o creștere în construcția de imobile pe o suprafață întinsă a țării  proiectată special  pentru a asigura confortul și disponibilitatea sporită a bunurilor de lux care vizează o piață în dezvoltare.  Astfel de produse includ zahăr, tutun, ceai și cafea ; acestea au fost cultivate din ce în ce mai mult pe plantații vaste (din punct de vedere istoric din cauza sclavilor ) în Caraibe, pe măsură ce cererea a crescut constant.  În Marea Britanie mai ales, consumul de zahăr a crescut cu 20% pe parcursul secolului al XVIII-lea.
Criticii susțin că, într-adevăr, colonialismul a dus la consumerism, dar aceștia ar pune mai mult accentul pe cerere și nu pe oferta de competențe ca și factor motivator.  O cantitate mare a importurilor exotice, precum și a producătorilor autohtoni, ar trebui să fie consumată de același număr de oameni care consumau mult mai puțin decât era necesar.  În trecut, ideea că nivelul ridicat al consumului de bunuri este același lucru ca și atingerea succesului sau chiar libertatea și nu a precedat producția capitalizată la scară largă și importurile coloniale. Mai mult sau mai puțin strategic,  idee a fost creată  mai târziu, mai mult sau mai puțin strategic, pentru a intensifica consumul pe plan intern și pentru a face culturile rezistente mai flexibile pentru a crește consumul pe plan intern și pentru a face culturile rezistente mai flexibile pentru a-și extinde granițele.  

### Cultura consumului

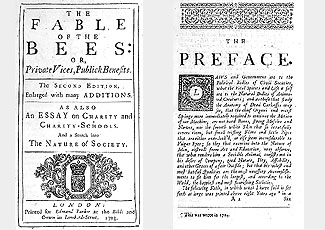
Lucrarea lui Bernard Mandeville " Fable of the Bees", care explică consumul vizibil

Acest model a fost vizibil în special în Londra, unde se stabilise mica nobilime și comercianții prosperi dând naștere unei culturi a luxului și a consumului, care s-a  extins treptat de-a lungul decalajului social-economic.   Piața ia forma centrelor comerciale, spre exemplu, New Exchange, deschis de către Robert Cecil pe strada Strand. Magazinele, împreună cu teatrele, au început să devină locuri importante de întâlnire și socializare pentru londonezi. Transformarea Londrei a implicat și înmulțirea clădirilor de lux ce reprezentau o apartenență la o anumită poziție socială, oamenii care au stat la baza acestei schimbări fiind Nicholas Barbon și Lionel Cranfield.  
A avut loc și o dezvoltare a ramurilor industriale, precum producția de sticlă și de mătase, și mediatizarea din timpul respectiv a avut scopul de a justifica viciul privat pentru bunurile de lux spre interesul publicului larg. Acest mod de gândire, atunci considerat scandalos, a instigat controverse prin publicarea lucrării pline de influență a lui Bernard Mandeville, Fable of the Bees, în anul 1714, în care argumentează că prosperitatea unei țări se află pe ultimul plan al propriului interes al consumatorului.
Publicitatea joacă un rol important în crearea unei societăți consumeriste, pe măsură ce bunurile sunt comercializate cu ajutorul a numeroase platforme în aproape toate aspectele vieții se promovează mesajul că un anumit produs este indispensabil vieții individului. Consumerismul este aprofundat  în manualul Media in Everyday Life. În opinia autorilor, „consumerismul este profund integrat în viața de zi cu zi și în cultura vizuală a societăților în care trăim, adesea în moduri de care nici măcar nu ne dăm seama” (Smulyan, 266). În note adiționale, „Astfel, chiar și produsele care sunt vândute ca și exemple ale tradiției și moștenirii. De exemplu, cerealele „Quaker Oats” sunt comercializate prin schimbarea constantă a mesajelor publicitare”(Smulyan, 266). Publicitatea se schimbă odată cu consumatorii pentru a ține pasul cu obiectivul lor, indentificând nevoile și asocierilor lor de mărci și produse înainte ca individul să își dea seama. În timp ce comercianții încearcă constant să ia legătura cu publicul, diferitele metode prin care oamenii sunt supuși reclamelor sunt într-o continuă creștere și schimbare și se conformează variatelor strategii de captare a atenției. De exemplu, panourile publicitare au fost create în jurul perioadei în care mașina a devenit din ce în ce mai populară în societate și au fost folosite cu scopul de a oferi oamenilor scurte informații despre o firmă sau un slogan pe care un șofer l-ar putea observa, recunoaște și reține (Smulyan, 273). În secolul XXI se pune accentul pe tehnologia și digitizarea culturii. Prin diverse metode, o mare parte din publicitate se face prin strategii coerente care fac aproape imposibilă ignorarea mesajelor companiei. Aram Sinnreich scrie despre relația dintre publicitatea online și editori și despre modul în care a fost consolidată aceasta prin digitizarea mijloacelor de informare în masă, întrucât datele consumatorilor sunt întotdeauna colectate prin intermediul activității lor online (Sinnreich, 3). Astfel, consumatorii sunt direcționați pe baza căutărilor anterioare și bombardați cu informații despre mai multe bunuri si servicii de care poate au nevoie. 

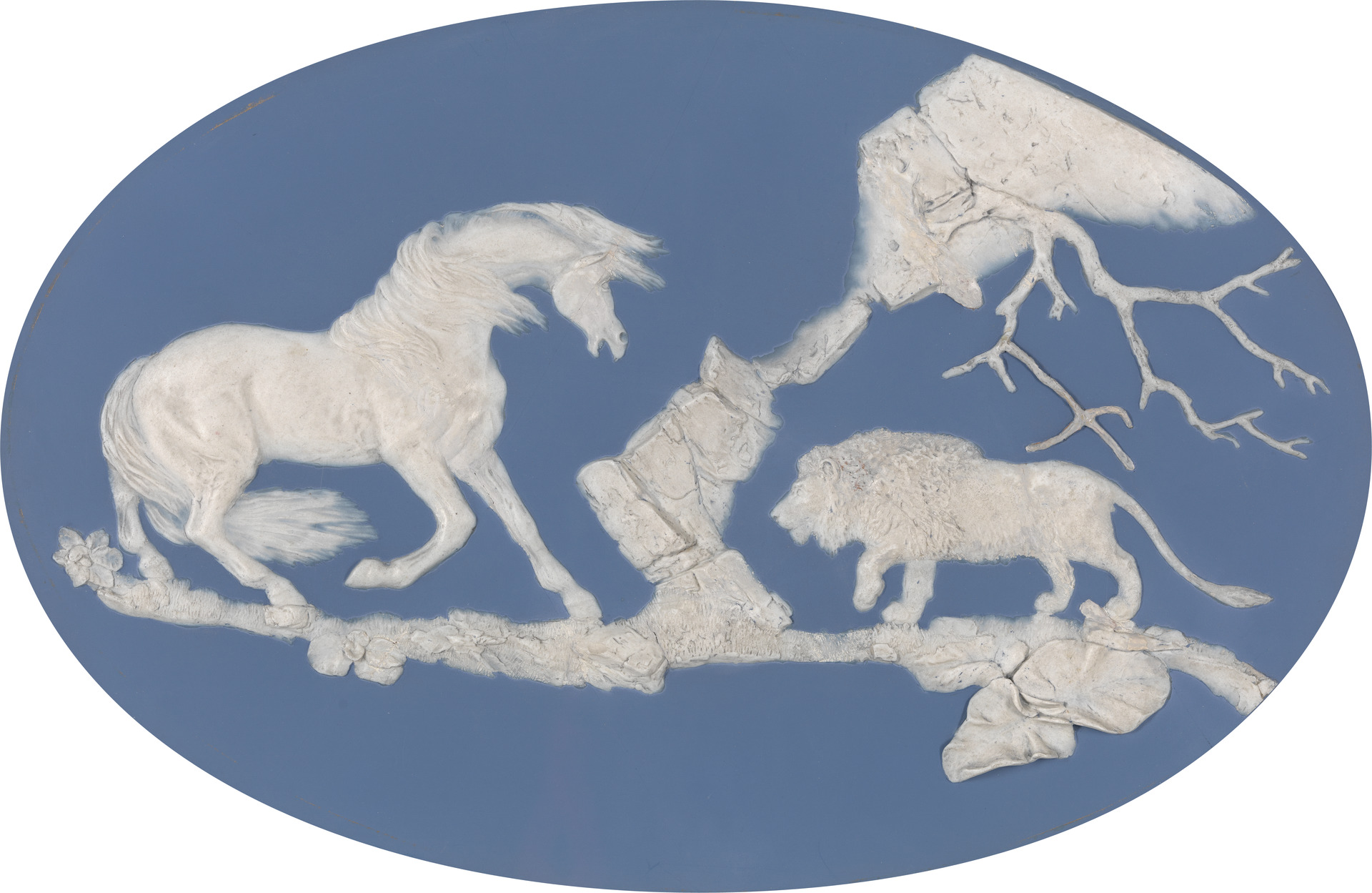
Lucrarea lui Josiah Wedgwood, un simbol a perioadei consumerismului la sfârșitul secolului al XVIII-lea

Aceste tendințe au luat amploare în secolul XVIII, pe măsură ce creșterea prosperității și a mobilității sociale au sporit  numărul de persoane cu venituri disponibile pentru consum. Schimbările importante au inclus, în primul rand, comercializarea de bunuri pentru persoane, spre deosebire de obiectele de uz casnic, iar în al doilea rând, statutul bunurilor ca indice al statutului social înalt, legat de schimbările în modă și atracția spre frumos, spre deosebire de utilitatea lor. Josiah Wedgwood, inovator al tehnicii industriale a ceramicii și producător al unor fabrici de ceramică, a remarcat tendințele în modă ale aristocraților, ele însele supuse unor schimbări de direcție, treptat pătrunse prin intermediul societății. El a fost cel care a introdus marketingul strategic pentru a influența și manipula gusturile și preferințele pentru ca bunurile sale să fie acceptate în rândul aristocrației. A fost doar o chestiune de timp până ce bunurile sale să fie rapid cumpărate și de clasa de mijloc. Exemplul său a fost urmat și de alți producători a unor game largi de produse, iar răspândirea și importanța modurilor de consum au devenit din ce în ce mai importante.

### Producția în masă
Revoluția Industrială a crescut dramatic disponibilitatea bunurilor de consum, chiar dacă mai întâi s-a pus accentul pe sectorul bunurilor de capital  și pe infrastructura industrială (de exemplu, industria minieră, oțelul, uleiul, rețele de transport, rețele de comunicare, orașele industriale, centre financiare etc.). Apariția magazinului universal a reprezentat o schimbare în experiența cumpărăturilor. În premieră, clienții aveau acces la o varietate uimitoare de produse, toate într-un sigur loc, iar cumpărăturile au devenit o activitate populară de a petrece timpul liber. Deși, în trecut acest domeniu fusese lipsit de resurse, epoca industrială a creat o situație economică fără precedent. Pentru prima dată în istorie, produsele erau disponibile în cantități enorme și la prețuri extrem de mici, fiind astfel valabile aproape pentru toți oamenii din Occidentul industrial.
La sfășitul secolului XX, muncitorul obișnuit din vestul Europei sau din Statele Unite cheltuia 80-90% din veniturile sale pe mâncare și pe alte necesități. Tot ceea ce era necesar pentru a propulsa cosumerismul propriu-zis, a fost un sistem de producție în masă și de consum, exemplificat de Henry Ford, producătorul american de mașini. După ce a analizat liniile de asamblare în industria cărnii, Frederick Winslow Taylor nu a aplicat teoria managementului științific doar în domeniul organizării liniei de asamblare, ci și în alte industrii; aceasta a declanșat o productivitate incredibilă și a redus costurile tuturor mărfurilor produse pe liniile de asamblare.

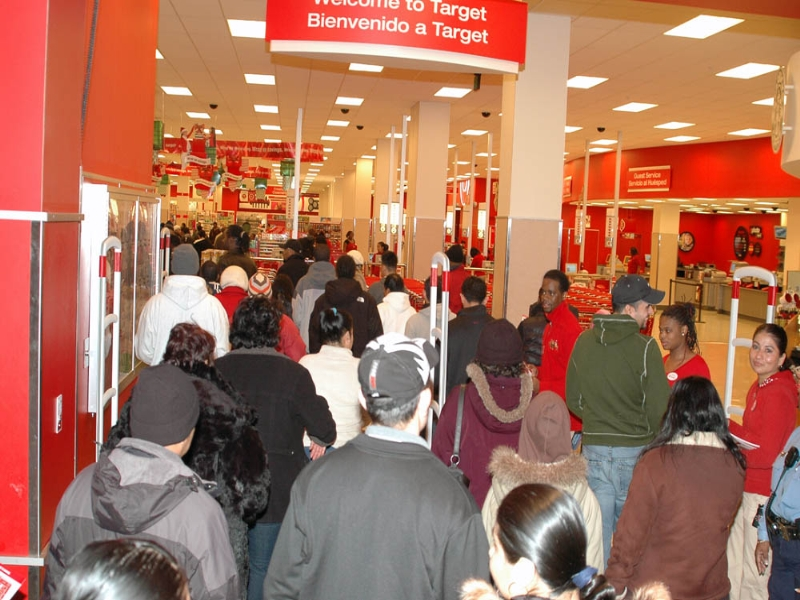
Cumpărători în ziua de Black Friday, DC. SUA

Consumerismul nu a evoluat din capitalism, ci mai degrabă s-a dezvoltat în urma unor principii anterior fondate. De exemplu, în anul 1932, Earnest Elmo Calkins  a adus în atenția colegilor săi, directori de publicitate, faptul că „strategia de abordare a consumatorilor trebuie să se asigure de epuizarea stocului anumitor produse, care acum abia sunt folosite”, în timp ce teoreticianul american Christine Frederick, a observat în anul 1929 că „modul de a depăși impedimentul reprezentat de un nivel de trai scăzut este de a cheltui liber și chiar de a rispi creativ.” 
Termenul și conceptul vechi de „consum ostentativ” au apărut la începutul secolului XX, în scrierile sociologului și economistului, Thorstein Veblen. Termenul descrie o formă aparent  irațională și confuză  a comportamentului economic. Propunerea dură a lui Veblen,că acest consum inutil este o formă de a pune în evidență statutul social este formulat prin observații sarcastice, cum ar fi următoarele: : 
| “ | Este adevărat faptul că îmbrăcămintea este considerată mult mai importantă decât alte obiecte de consum, că oamenii vor suporta unele lipsuri în detrimentul confortului lor sau necesităților vieții, doar pentru a-și permite să cheltuiască atât cât societatea consideră fi normal. | ” |

Termenul „consum ostentativ” s-a răspândit în anii 1960, în Statele Unite pentru a descrie consumerismul, dar la scurt timp a fost asociat cu dezbaterile despre teoria presei, bruiajul cultural  și cu productivitatea sa corolară.
| “ | Până în 1920, majoritatea americanilor experimentaseră achiziționarea ocazională în rate. | ” |

### În secolul XXI

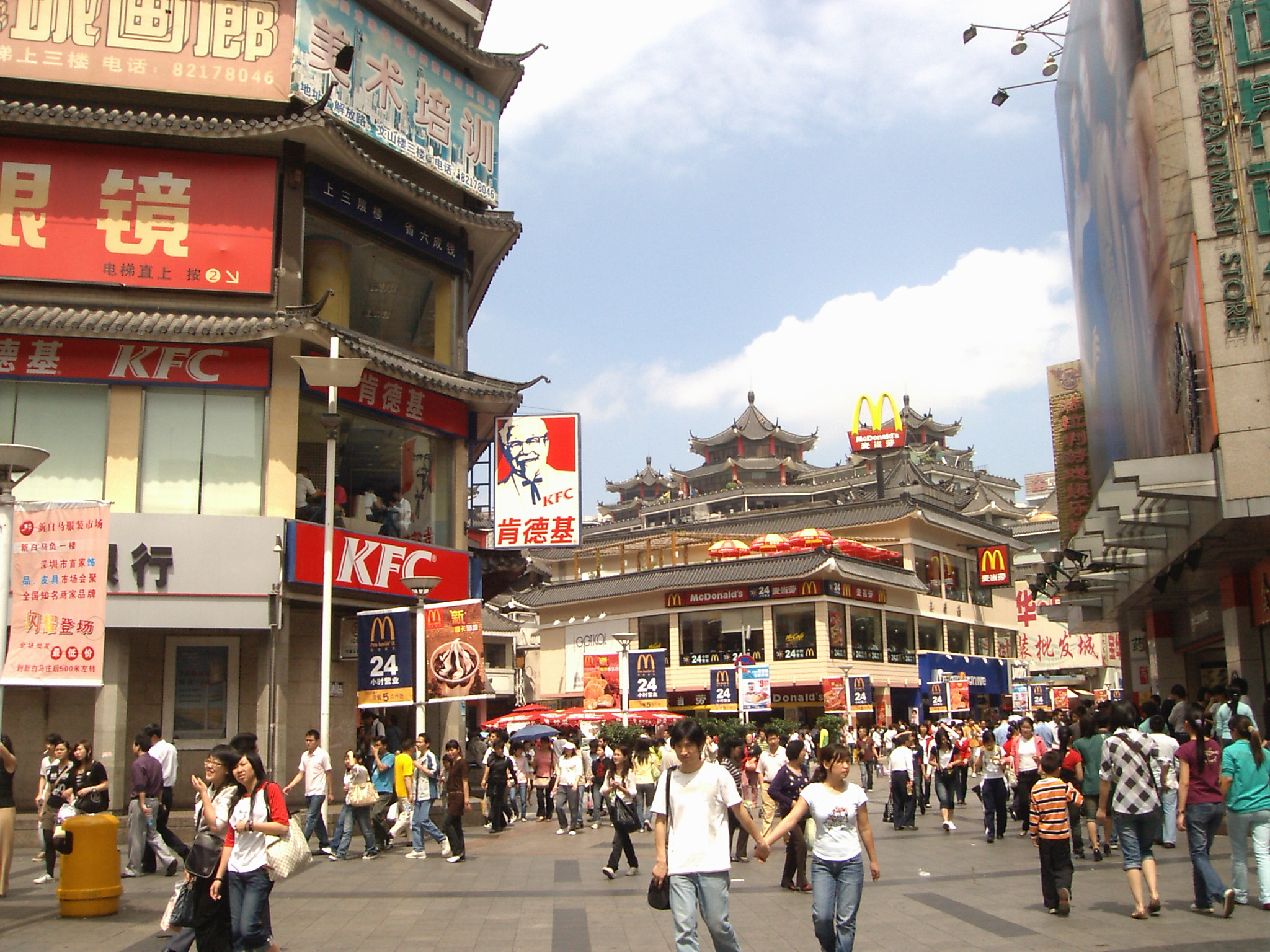
Restaurante McDonald's și KFC din China

Madeline Levine a criticat ceea ce a considerat ca fiind  o schimbare majoră în cultura americană -- „o trecere de la valorile comunității, spiritualității și integrității, la competiție, materialism și deconectare.” 
Înterprinderile au realizat că cele mai atractive ținte ale marketingului sunt clienții bogați. Gusturile, stilul de viață și preferințele clasei superioare tind să devină standarde pentru toți consumatorii. Consumatorii care nu sunt atât de bogați pot „să cumpere ceva nou care să indice poziția socială pe care o dețin în lumea înstărită. . Un client poate simți satisfacția instantanee când cumpăra un  produs scump pentru a-și îmbunătăți statutul social.
Emulația este, de asemenea, un element de bază al consumerismului din secolul XXI. Ca o tendință generală, clienții obișnuiți caută să îi imită pe cei care le sunt superiori în ierarhia socială. Cei săraci se străduiesc să-i imită pe cei bogați, iar cei bogați imită celebritățile și alți idoli. Promovarea produselor de către celebrități poate fi văzută ca o dovodă a dorinței clienților moderni de a cumpăra porodusele doar  pentru  a imita persoanele cu status social superior. Acest comportament de consum al cumpărătorului se poate regăsi în mintea acestuia ca o imagine a propriei persoane, ca fiind individualist.
Capitalul cultural, valoarea socială intangibilă a bunurilor, nu este generată doar de „poluarea culturală”. De asemenea, subculturile manipulează valoarea și frecvența anumitor mărfuri, prin procesul de bricolaj. Bricolajul este procesul prin care produsele tradiționale sunt adoptate și transformate de subculturi. Aceste elemente dezvoltă o funcție și un înțeles ce diferă de intenția producătorului corporatist . În multe cazuri, mărfurile care au trecute  prin procesul de bricolaj adesea dezvoltă sensuri politice. Spre exemplu, bocancii Dr. Martens au fost comercializați inițial ca bocani pentru muncitori, dar au câștigat popularitate cu ajutorul mișcării punk și grupurilor de activiste SIDA și au devenit simbol pentru apartenența unui individ în acel grup social. Când America corporatistă a observat popularitatea bocancilor Dr. Martens, a suferit încă o schimbare în sensul cultural, prin intermediul contra-bricolajului.Vânzarea și comercializarea pe scară largă a acestora a reintrodus bocancii Dr. Martens în sfera clientelei comune. În timp ce America corporatistă avea din ce în ce mai mult profit de pe urma bocancilor tot mai scumpi, și de pe urma celor contrafăcute, bocancii Dr. Martens și-au pierdut scopul lor inițial. Consumatorii de rând au folosit bocancii Dr. Martens și articole similare pentru a crea o identitate „individualizată”, prin preluarea elementelor declarate din subculturile pe care le-au admirat.
Atunci când consumerismul este considerat drept o mișcare pentru a îmbunătăți drepturile și autoritatea cumpărătorilor față de vânzători, există anumite drepturi și puteri tradiționale ale vânzătorilor și ale cumpărătorilor.
Concluzia este evidentă :  nu democrația politcă, ci consumerismul a  fost cel care a câștigat secolul. Regimurile bazate pe mobilizarea oamenilor în jurul ideilor de solidaritate socială, par să aibă un sfâșit infernal sau cel puțin birocratic și corupt. Chiar și obiectivele relativ deschise și ușoare ale democrației liberale pentru viața publică nu au reușit să concureze cu consumul.

## Critici

### Rezumat

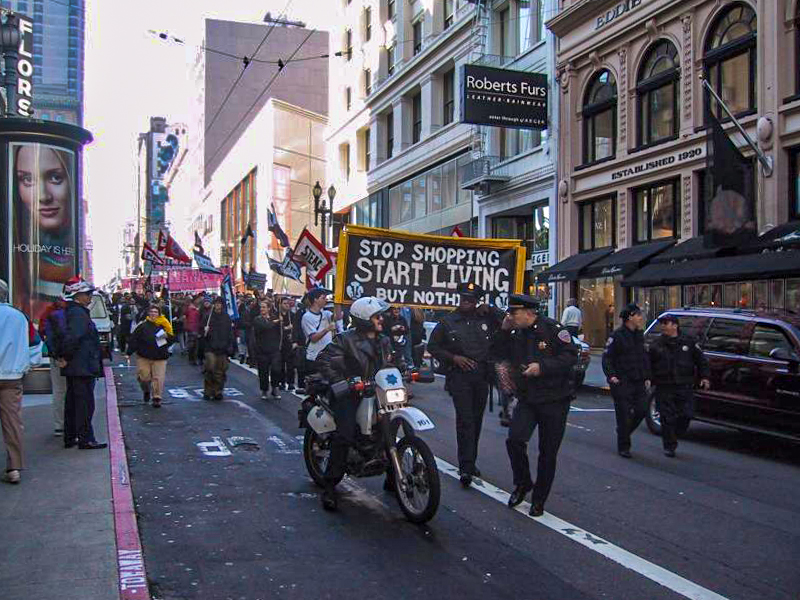
Demonstrație de la protestul împotriva cumpărăturilor din San Francisco, Noiembrie 2000.

Shop Until You Drop, de Banksy, în Londra.

De când consumerismul a luat amploare, diferite persoane și grupuri au căutat un stil de viață alternativ. Aceste mișcări variază pe o scară largă, de la un stil de viață simplu, cumpărăturile eco-conștiente și achizițiile de la magazinele locale, la cealaltă extremă, Freeganismul. Inițiată de aceste mișcări, economia ecologică imprimă implicații macro-economice, sociale și ecologice ale unei economii orientate, în principal, spre consumator. 
În diferite contexte importante, consumerismul a fost utilizat pentru a descrie tendința oamenilor de a se identifica cu produsele sau serviciile pe care le folosesc, mai ales cu cele care sunt de la o firmă cunoscută sau care au câștigat un renume, spre exemplu, o mașină de lux, haine de la un anumit designer sau bijuterii scumpe. Consumerismul poate lua forme extreme – spre exemplu, când consumatorul își pierde foarte mult timp și foarte mulți bani nu doar pentru a achiziționa, dar și pentru a sprijini în mod activ o anumită firmă. Așa cum afirma Gary Cross în cartea sa All Consuming Century: Why Consumerism Won in Modern America „consumerismul a luat amploare acolo unde alte ideologii au eșuat, deoarece acesta a exprimat concret esența idealurilor politice ale vremii -- libertate și democrație -- cu un caracter relativ mic de auto-distrugere sau umilire personală” (Cross, 2). Acesta explică cum consumerismul a învins prin formele sale de exprimare.  
Cei care se opun consumerismului argumentează că multe dintre lucrurile luxoase sau lucrurile care nu sunt neapărat necesare consumatorului pot acționa ca un mecanism social care le permite oamenilor să se identifice ca indivizi care împărtășesc aceleași opinii prin afișarea de produse similare, din nou făcând uz de aspectele simbolice pentru a estima statutul socioeconomic și stratificarea socială. Unii oameni consideră că relațiile cu un produs sau cu o firmă înlocuiesc relațiile interumane autentice care lipsesc în cadrul societății, și împreună cu consumerismul creează un monopol cultural fiind parte a procesului general de control social din societatea modernă. Criticii consumerismului aduc adesea[cuantificați] în vedere faptul că societățile consumeriste sunt mai dispuse să altereze mediului înconjurător, să contribuie la încălzirea globală și să consume resursele într-un procent mai mare decât alte societăți. Dr. Jorge Majfud afirmă că „A încerca să reduci poluarea mediului înconjurător fără a reduce consumerismul este ca și cum ai combate traficul de droguri fără a reduce dependența de acestea.”
În 1955, economistul Victor Lebow a afirmat: 
| “ | Economia noastră extrem de profitabilă ne cere să facem din consum un mod de viață, în așa fel încât transformăm procesul de cumpărare și folosirea bunurilor în adevărate ritualuri și ne căutăm împlinirea spirituală și satisfacerea ego-ului în consum. Vrem ca lucrurile să fie consumate, descoperite, epuizate, înlocuite și aruncate într-un ritm tot mai rapid. | ” |

Printre cei care critică consumerismul se numără Papa Benedict al XVI-lea, Papa Francisc, istoricul german Oswald Spengler (1880-1936), care a afirmat: ”Viața în America este bazată exclusiv pe economie, lipsindu-i profunzimea”, și scriitorul francez Georges Duhamel (1884-1966), care vedea materialismul American ca pe ”un simbol al mediocrității care amenință să diminueze influența civilizației franceze”. De asemenea, Papa Francis critică consumerismul în cartea sa Laudato Si’ On Care For Our Common Home. Acesta analizează impactul pe care îl are consumerismul asupra mediului și susține că:” Cercetarea problemelor mediului nu poate fi separată de studiul ființei, familiei, contextelor profesionale și urbane, și nici de  felul în care indivizii se raportează la propria persoană, care duce, în schimb, la felul în care aceștia se raportează la ceilalți și la mediu.” Papa Francis consideră că obsesia individului pentru consumerism ne îndepartează de ceea ce suntem cu adevărat și ne face să uităm de interdependența dintre noi și mediul în care trăim.
Francis Fukuyama învinuiește consumerismul pentru compromisuri morale.
Un alt critic este James Gustave Speth.  El susține că imperativul de creștere reprezintă principalul scop al consumismului capitalist.  În cartea sa Podul de pe marginea lumii, el observă: "Practic, sistemul economic nu funcționează atunci când vine vorba de protejarea resurselor de mediu, iar sistemul politic nu funcționează atunci când vine vorba de corectarea sistemului economic". 
Într-un segment de opinie al revistei New Scientist , publicat în august 2009, reporterul Andy Coghlan a citat William Rees de la Universitatea Columbia Britanică și epidemiologul Warren Hern de la Universitatea din Colorado de la Boulder, spunând că oamenii, în ciuda faptului că se gândesc la gânditori civilizați, sunt "subconștient încă impulsionată de un impuls pentru supraviețuire, dominație și expansiune ... un impuls care se regăsește acum în ideea că creșterea economică inexorabilă este răspunsul la toate și, în timp, va remedia toate inegalitățile existente ale lumii ".   Conform cifrelor prezentate de Rees la reuniunea anuală a Societății Ecologice din America , societatea umană se află într-o "depășire globală", consumând 30% mai mult material decât este sustenabil din resursele lumii.  Rees a afirmat că, în prezent, 85 de țări depășesc "bio-capacitățile" lor interne și compensează lipsa lor de material local prin epuizarea stocurilor altor țări care au un excedent material datorită consumului redus.   Nu numai acest lucru, dar McCraken indică faptul că modalitățile prin care bunurile și serviciile de consum sunt cumpărate, create și utilizate ar trebui luate în considerare atunci când se studiază consumul. 
Mai mult decât atât, unii teoreticieni își fac griji în ceea ce privește locul pe care îl ocupă comoditatea în definirea propriei persoane. Teoreticianul media Straut Ewen a inventat termenul de ”autocomoditate” pentru a descrie o personalitate bazată pe bunurile pe care le consumă. . Spre exemplu, adesea, oamenii se identifică drept utilizatori de computer/ Mac, sau se definesc mai degrabă consumatori de Coca Cola decât de Pepsi. Abilitatea de a alege un produs dintr-o mulțime de alte produse îi permite individului să își formeze un simț ”unic” de individualitate, în ciuda numărului mare de utilizatori Mac sau în ciuda gustului aproape identic de Coca Cola sau Pepsi.  . Prin însușirea unui produs de la o anumită firmă, însușirea de proprietar a unui individ devine un mod de afișare a unei identități care este asociată ideilor pe care le promovează firma respectivă. Corporațiile profită de conceptul de liber arbitru, prin care pretind că vând ”unicitatea” și baza unei personalități. ”Autocomoditatea” reprezintă motorul societăților consumeriste, urmărind nevoile omului pentru a forma stima de sine.
Nu toți cei care sunt împotriva consumerismului se opun și consumului în sine, ci se opun creșterii consumului resurselor peste limitele viabilității ecologice. . Jonathan Porritt afirmă că, adesea, consumatorii nu sunt conștienți de efectele negative pe care producția de numeroase bunuri și servicii le au asupra mediului și că bogata industrie publicitară contribuie doar la consolidarea creșterii consumului.De asemenea, alți economiști în domeniul ecologic precum, Herman Daly și Tim Jackson recunosc conflictul inerent dintre consumul orientat spre cumpărător și degradarea ecologică la nivel planetar.

### Consumerismul ca ideologie culturală
În economia globalizată a secolului XXI, consumerismul a devenit o parte remarcabilă a culturii.   Opozanții fenomenului nu numai că au criticat consumerismul din cauza durabilității ecologice, dar și din cauza răspândirii consumerismului în aspecte culturale.  Cu toate acestea, mai mulți cercetători au scris despre interferența dintre cultura consumatorilor și mediul înconjurător.  De exemplu, Gustave Speth  , specializat în dreptul mediului, și Naomi Klein,  , activist social, dezbat aspecte precum factorii de mediu și implicațiile asupra ideologiilor; Gary Cross  , un istoric cultural, își concentrează atenția asupra consumatorului, iar  Leslie Sklair propune, în lucrările sale, critica prin prisma ideologiei culturale a consumerismului.  El afirmă că, 
 ”În primul rând, capitalismul a introdus un nou model de globalizare în perioada anilor 1950. Pe măsură ce revoluția electronică a luat amploare, s-au produs schimbări semnificative în productivitatea fabricilor capitaliste, în sistemele de extragere și prelucrare a materiilor prime, în proiectarea produselor, în comercializarea și distribuția de bunuri și servicii.  […] În al doilea rând, legăturile tehnice și sociale care au structurat mass-media în întreaga lume au făcut ca stilul de viață al consumatorului să fie mai ușor și să devină motivul principal pentru aceste mijloace de comunicare, care, la nivel global, s-au transformat în metode extraordinar de eficiente pentru transmiterea ideologiei culturale a consumerismului.”  
 Astăzi, oamenii sunt expuși la consumersimul în masă și la plasarea de produse, în presă sau chiar în viața lor de zi cu zi.   Granița dintre informație, divertisment și promovarea produselor este neclară, astfel încât oamenii sunt mai deschiși cu privire la comportamentul de consum.   Centrele comerciale sunt un exemplu reprezentativ al unui  loc unde oamenii sunt expuși în mod explicit unui mediu care încurajează și este propice consumului, deoarece unele dintre ele sunt deschise non-stop. Cross spune că proiectanții centrelor comerciale „se străduiesc să redea un alt motiv pentru existența centrului comercial, să manipuleze comportamentul cumpărătorilor prin configurația spațiului și să conceapă intenționat un cadru simbolic care provoacă bunăstare și dispoziție cumpărătorului.   Despre omniprezența consumerismului în viața de zi cu zi, istoricul Gary Cross spune că „Gamele variate de îmbrăcăminte, călătorii și divertisment au asigurat fiecăruia o oportunitate la individualism, indiferent de rasă, vârstă, sex sau clasă socială.” 
Succesul ideologiei culturale poate fi observat în întreaga lume.  Oamenii se îmbulzesc la mall pentru să cumpere produse și sfârșesc prin a cheltui banii de pe cardurile lor de credit ,  astfel intrând într-un cerc vicios al sistemului financiar al globalizării capitaliste .

### Consumerismul și anti-consumismul în cultura populară
- American Psycho
- Fight Club
- One-Dimensional Man
- The Century of the Self
- The Paradox of Choice: Why More Is Less
- They Live